# Ходячие мертвецы: Мёртвый город
«Ходячие мертвецы: Мёртвый город» (англ. The Walking Dead: Dead City) — американский постапокалиптический драматический телесериал ужасов, созданный Илаем Джорне для AMC и основанный на персонажах «Ходячих мертвецов» Мэгги и Нигане. Это первое продолжение телесериала «Ходячие мертвецы» и пятая серия франшизы «Ходячие мертвецы», сохранившая связь с другими телесериалами. Джорне выступает в роли сценариста.
Лорен Коэн и Джеффри Дин Морган снова играют роли Мэгги и Нигана из оригинального телесериала. Также в главных ролях Гай Чарльз, Желько Иванек и Махина Наполеон. Разработка сериала началась в марте 2022 года. Рабочее название сериала «Остров мертвецов» сменили в августе того же года. Дополнительные актёрские составы были объявлены в октябре и ноябре 2022 года. Основные съёмки начались в июле 2022 года в Нью-Джерси и завершились в октябре 2022 года.
Премьера первого сезона, состоящего из шести эпизодов, состоялась 18 июня 2023 года. В июле 2023 года сериал был продлён на второй сезон, премьера которого состоялась 4 мая 2025 года.

## Предпосылка
Сюжет сериала следует за Мэгги и Ниганом в их путешествии в постапокалиптический Манхэттен, отрезанный от материковой части земли, в поисках похищенного сына Мэгги, Хершеля. Разрушенный город полон мёртвых и обитателей, сделавших Нью-Йорк своим миром, полным анархии, опасности, красоты и ужаса.

## Актёры и персонажи

### Главные персонажи
- Лорен Коэн в роли Мэгги Грин. Вдова Гленна, ранее была частью группы Рика Граймса в «Ходячих мертвецах». Она также является лидером Колонии Хиллтоп, сообщества выживших, переехавших из Вирджинии в Нью-Йорк.
- Джеффри Дин Морган в роли Нигана. Бывший лидер Спасителей, который ушёл из Общины вместе с беременной женой, чтобы построить семейную жизнь после событий «Ходячих мертвецов».
- Гай Чарльз в роли Перли Армстронга. Маршал Ново-Вавилонской Федерации, сети выживших сообществ в Нью-Йорке, которому поручено отследить Нигана[5].
- Желько Иванек в роли «Хорват». Изначально из Хорватии, поэтому и его прозвище, Хорват — жестокий бывший член Спасителей, похитивший сына Мэгги, Хершеля. Он также лидер «Бурази», группы враждебных выживших, которые захватили контроль над Манхэттеном[6].
- Махина Наполеон в роли Джинни: молодая девушка с Мутизмом, оказавшаяся под заботой Нигана после травматической смерти своего отца. Позднее становится известно, что её отец — один из мужчин, за которых объявлено преследование Ниганом[6].

### Второстепенные
- Логан Ким в роли Хершела Ри. Подросток, сын Мэгги и Гленна. Ким заменяет актёра Кина Майкла Спиллера, который ранее играл Хершела в «Ходячих мертвецах»[7].
- Джонатан Хиггинботам в роли Томмазо. Соруководитель Племенных людей, кочевой группы выживших, базирующейся в Манхэттене и находящейся под преследованием Бурази[6].
- Карина Ортиз в роли Амаии: Соруководительница Племенных людей и девушка Томмазо[8].
- Лиза Эмери в роли «Дамы». Стареющая женщина с мрачной манерой и близким союзником Хорвата[9].

### Гости
- Мишель Хёрд в роли Джонс. Владелица мотеля «Изи Стэй», которая скрывает Нигана от маршалов Нового Вавилона[10].
- Трей Сантьяго-Хадсон в роли Джано. Заместитель маршала Нового Вавилона, который помогает Армстронгу выследить Нигана[11].
- Майкл Энтони в роли Лютера. Физически внушительный член Племенных людей, который не доверяет Мэгги и Нигану[12].
- Стивен Огг в роли Саймона. Бывший заместитель командующего Спасителей, который появляется во флешбэке. Огг повторяет свою роль из «Ходячих мертвецов»[13].

## Список эпизодов
| Сезон | Серии | Серии | Даты показа  | Даты показа     |
| Сезон | Серии | Серии | Первая серия | Последняя серия |
| ----- | ----- | ----- | ------------ | --------------- |
| 1     | 6     | 6     | 18 июня 2023 | 23 июля 2023    |
| 2     | 8     | 8     | 4 мая 2025   | 22 июня 2025    |

### Сезон 1 (2023)
| № | Название                                        | Режиссёр        | Автор сценария | Дата премьеры | Зрители США (млн) |
| --- | ----------------------------------------------- | --------------- | -------------- | ------------- | ----------------- |
| 1 | «Старые знакомые» «Old Acquaintances»           | Лорен Яконелли  | Эли Хорн       | 18 июня 2023  | 0,704             |
| После нападения на новый Хиллтоп, теперь называемый Кирпичами, сын Мэгги Гершель похищен Хорватом, бывшим членом Спасителей, который живёт на Манхэттене в Нью-Йорке. Пытаясь спасти его, Мэгги вынуждена обратиться за помощью к Нигану, который находится в бегах от маршалов Нового Вавилона, возглавляемых Перли Армстронг, после якобы убийства пятерых людей. В обмен на то, что Мэгги даст убежище молодой компаньонке Нигана Джинни в Кирпичах, Ниган соглашается помочь ей. Они берут маршала Джано в заложники. Мэгги вспоминает о ненависти к Нигану — ведь тот убил Гленна. На Манхэттене троица сталкивается с мертвецами, падающими с зданий, и игрой в кошки-мышки с Перли в химчистке, где она случайно убивает Джано, преследуя их. В другом месте Хорват допрашивает Гершеля для получения информации о Нигане и отправляет беглого заключённого на смерть, после того как тот отказывается отвечать на вопросы о своей группе. |                                                 |                 |                |               |                   |
| 2 | «Кто там?» «Who's There?»                       | Лорен Яконелли  | Эли Хорн       | 25 июня 2023  | 0,706             |
| Старушка по имени Эстер помогает Мэгги и Нигану убежать от стаи мертвецов и ведёт их к своему племени выживших, которое преследуют Хорват и его люди, "Бурази". Ниган раскрывает, что Хорват был одним из первых Спасителей и служил допросчиком для Нигана, пока не зашёл слишком далеко с молодой девушкой. В результате Ниган попытался убить его, но ему удалось только отстрелить правое ухо Хорвата, после чего тот сбежал. На племя нападают "Бурази", гибнет несколько человек, включая Эстер, прежде чем им удаётся сбежать. В ответ на это Ниган беспощадно убивает одного из "Бурази" в качестве примера для остальных, что замечает Мэгги. После того, как Мэгги раскрывает им свою истинную миссию, племя сообщает, что они могут помочь ей добраться до Хорвата. Тем временем Джинни тяжело приспособиться к жизни в Кирпичах, в конечном итоге она украдёт мотоцикл и убежит. Перли посещает квартиру своего брата Джоэла, чтобы обнаружить, что Джоэл покончил жизнь самоубийством. Попав в ловушку на улице, Перли попадает в плен к Хорвату. |                                                 |                 |                |               |                   |
| 3 | «Люди — это ресурс» «People Are a Resource»     | Кевин Даулинг   | Кит Стаськевич | 2 июля 2023   | 0,681             |
| Во флешбэках Ниган подружился с Джинни, пока они искали её потерянную игрушку. В настоящем времени Джинни направляется в Манхэттен. Хорват держит Перли в плену в отреставрированном Мэдисон Сквер Гарден, где он проверяет способности маршала в бою на ринге с мертвецами и допрашивает его мотивы. В конечном итоге Перли раскрывает, что он находится в Манхэттене, чтобы выследить Нигана, что вызывает шок Хорвата, который seinerseits раскрывает, что он потерял свою семью от рук людоедов в начале апокалипсиса. Племена рассказывают Мэгги и Нигану о деятельности "Бурази", которую они узнают как извращённую версию Спасителей, и, используя историю поражения Нигана Милицией, вдохновляют племена помочь им. Томмазо раскрывает, что его поймали и пытали, но он смог сбежать, используя старый каркас Пенсильванский вокзал и метрополитен, которые они могут использовать для проникновения. Мэгги открывается перед Ниганом о потере Гершеля и своей семьи, и в свою очередь Ниган раскрывает, что он отправил Энни и своего сына Джошуа в безопасное место в Миссури после того, как убил пятерых мужчин, которые ограбили, избили и изнасиловали Энни в месть, из-за чего он объявлен в розыск, что и стало причиной его бегства. Лютер находит розыскной объявление о Нигане, что приводит к драке, в которой Ниган поддаётся своим более тёмным инстинктам и убивает Лютера. После того как они находят игрушку Джинни, Мэгги размышляет о том, чтобы спалить её, тайно наблюдаемая Джинни.                                                                           |                                                 |                 |                |               |                   |
| 4 | «Все в выигрыше» «Everybody Wins a Prize»       | Кевин Даулинг   | Эли Хорн       | 9 июля 2023   | 0,697             |
| Во флешбэке Ниган и Саймон сталкиваются с Хорватом из-за его жестокого убийства молодой девушки. В настоящем времени Мэгги и Ниган возглавляют нападение на Мэдисон Сквер Гарден, чтобы спасти Гершеля и убить Хорвата. Однако Хорват предвидит их действия и подставляет ловушку, эвакуируя своих людей из арены, пуская мертвецов и используя звуковые и световые системы, чтобы направить их к племенным людям. Подавленные и оказавшиеся в меньшинстве, большинство племенных людей погибает, спастись удаётся лишь Мэгги, Амаии, Томмазо и Джинни, которые убегают в канализацию. Ниган сталкивается с Хорватом, который радостно приветствует его и пытается убедить Нигана присоединиться к нему, попутно пытаясь убить Перли как знак доброй воли. К удивлению Хорвата, Ниган спасает жизнь маршала и убегает с ним. Однако Перли держит Нигана под прицелом оружия, угрожая ему суммарным расстрелом за его преступления, несмотря на то что Ниган только что спас ему жизнь. |                                                 |                 |                |               |                   |
| 5 | «Сделка с совестью» «Stories We Tell Ourselves» | Ганджа Монтейру | Бренна Коуф    | 16 июля 2023  | 0,701             |
| Во флешбэках Джинни обнаруживает, что Мэгги лжёт о том, что зерно в Кирпичах было украдено, в то время как Хорват похищает Гершеля и требует Нигана в обмен на его возвращение. В настоящем времени Хорват посещает Даму, которая подчёркивает необходимость Нигана для защиты их будущего. Проходя через Манхэттен, Ниган и Перли начинают лучше узнавать друг друга, и Ниган раскрывает причину своих убийств. Веры Перли в то, что он делает, потрясены последними событиями, и он открывается перед Ниганом о своём брате Джоэле и растущих сомнениях в том, что он делает. Мэгги, которая оказывается не сжегла игрушку Джинни, а сохранила её, делает вывод, что Томмазо предал племя, что привело к нападению на их убежище и засаде в Мэдисон Сквер Гарден. Томмазо признаётся, что заключил сделку с Хорватом, который обещал Томмазо лодку и шанс на лучшую жизнь для его семьи на континенте, что шокирует Амаию, хотя Мэгги более симпатизирует. В канализации Амаия и Томмазо становятся жертвами мертвецов, но Мэгги и Джинни удаётся сбежать после того, как Мэгги успешно сражается с огромным, сросшимся воедино мертвецом. На поверхности Гинни запускает в воздух сигнальную ракету, которую замечает Ниган. |                                                 |                 |                |               |                   |
| 6 | «Дома Смо» «Doma Smo»                           | Ганджа Монтейру | Эли Хорн       | 23 июля 2023  | 0,618             |
| После воссоединения с Джинни, Ниган раскрывает, что именно он убил её отца, предпринимая решительные меры, чтобы заставить её уйти. Перли перевозит Джинни в Кирпичи, а затем возвращает в Новый Вавилон, где он лжёт, что убил Нигана. Руководитель Нового Вавилона проявляет интерес к метану, Метан который "Бурази" способны производить, что является более хорошим источником топлива, чем этанол. Мэгги и Ниган отслеживают Хорвата до терминала парома на Статен-Айленд, где Ниган догадывается, что Мэгги подставляет его в ловушку, и одолевает её. Признавая, что Мэгги никогда не должна простить его за его действия, хотя он разочарован, так как вместе они могли бы реально спасти Гершеля, Ниган разрешает Мэгги обменять его на Гершеля у Хорвата, который бранит Мэгги за то, что она больше заботится о своей одержимости Ниганом, чем о нём всю его жизнь. Вернувшись в Кирпичи, Мэгги понимает, что Гершель прав, и она решает найти способ окончательно прекратить свою вражду с Ниганом, чтобы найти наконец покой. Хорват передаёт Нигана Даме, которая объясняет, что она хочет, чтобы Ниган объединил различные сообщества на Манхэттене, чтобы противостоять Новому Вавилонскому Союзу и другим, которые придут за их природными ресурсами. Узнав историю убийства Гленна от Гершеля, Дама раскрывает, что она отрезала палец Гершелю и угрожает снова атаковать его, если Ниган не согласится, используя заботу Нигана о мальчике как рычаг против него. В то же время Мэгги обнаруживает рисунки Гершеля Дамы и понимает, что продолжается угроза для её сына. |                                                 |                 |                |               |                   |

### Сезон 2 (2025)
| №  | № | Название                                                                                       | Режиссёр            | Автор сценария | Дата премьеры | Зрители США (млн) |
| -- | - | ---------------------------------------------------------------------------------------------- | ------------------- | -------------- | ------------- | ----------------- |
| 7  | 1 | «Больше энергии — больше власти» «Power Equals Power»                                          | Майкл Е. Сатраземис | Эли Хорн       | 4 мая 2025    | 0,378             |
| 8  | 2 | «Ещё один дерьмовый урок» «Another Shit Lesson»                                                | Майкл Е. Сатраземис | Зои Витале     | 11 мая 2025   | 0,278             |
| 9  | 3 | «Почему люди с материка пересекли реку?» «Why Did the Mainlanders Cross the River?»            | Эдвард Орнелас      | Бренна Коуф    | 18 мая 2025   | 0,255             |
| 10 | 4 | «Дружелюбный задира» «Feisty Friendly»                                                         | Эдвард Орнелас      | Кит Стаськевич | 25 мая 2025   | 0,346             |
| 11 | 5 | «Птичка всегда знает» «The Bird Always Knows»                                                  | Эдвард Орнелас      | Сара Нолен     | 1 июня 2025   | 0,339             |
| 12 | 6 | «В наши дни трудно найти партнеров по бриджу» «Bridge Partners Are Hard to Come by These Days» | Лорен Коэн          | Эли Хорн       | 8 июня 2025   | 0,291             |
| 13 | 7 | «Новый день, новое начало» «Novi Dan, Novi Početak»                                            | Майкл Е. Сатраземис | Эли Хорн       | 15 июня 2025  | TBD               |
| 14 | 8 | «Если бы история была пожаром» «If History Were a Conflagration»                               | Майкл Е. Сатраземис | Эли Хорн       | 22 июня 2025  | TBD               |

## Производство

### Разработка
В марте 2022 года AMC объявила, что разрабатывает четвёртый спин-офф сериала «Ходячие мертвецы» под названием «Остров мёртвых», в центре которого будут Мэгги и Ниган. Лорен Коэн и Джеффри Дин Морган вернутся в свои роли из оригинального сериала. Илай Джорне, сценарист и со-исполнительный продюсер сериала «Ходячие мертвецы», присоединится в качестве шоураннера, а Коэн и Морган будут исполнительными продюсерами. В конце августа название сериала было переименовано в The Walking Dead: Dead City. В июле 2023 года сериал продлили на второй сезон.

### Кастинг
В апреле 2022 года Гай Чарльз был выбран для роли Перли Армстронга. В июле Желько Иванек, Джонатан Хиггинботам и Махина Наполеон были выбраны для ролей «Хорвата», Томмазо и Джинни соответственно.

### Съёмки фильма
Основная съёмка началась 19 июля в Нью-Джерси и завершилась 24 октября 2022 года. Среди локаций были: Арена Медоулендс, природный заповедник Франклин-Лейкс, Порт Ньюарка, Национальное здание Ньюарка, Ньюаркский симфонический зал, терминал Хобокен, государственный парк Либерти и дорогу Тени Смерти.

### Маркетинг
В ноябре 2022 года AMC опубликовала ранний обзор за закулисье сериала.

## Премьера
Сериал «Ходячие мертвецы: Мёртвый город» дебютировал на канале AMC 18 июня 2023 года. Сериал также был предварительно показан на платформе AMC+ 15 июня, и последующие эпизоды были доступны за три дня до их премьер на телевидении. Первый сезон был выпущен на Blu-ray и DVD 12 сентября 2023 года. Премьера второго сезона состоялась 4 мая 2025 года.

## Приём зрителями
Согласно агрегатору отзывов Rotten Tomatoes, сериал «Ходячие мертвецы: Мёртвый город» имеет рейтинг одобрения 81 % среди критиков, средний балл составляет 7,15 из 10 на основе 52 обзоров критиков. Описание мнения критиков на сайте звучит так: «Пока мёртвый город всё ещё стонет от ограничений, связанных с тем, что это ещё один спин-офф, он в конечном счёте избавляется от характерного для франшизы жёсткого положения благодаря новой обстановке и фокусировке на двух популярных персонажах». Metacritic, который использует средневзвешенное значение, присвоил 57 баллов из 100 на основе 9 критиков, что указывает на «смешанные или средние отзывы».